# Price Terrace
Die Price Terrace (englisch für Price-Terrasse) ist eine 1,5 km2 große, eisfreie Hochebene im ostantarktischen Viktorialand. Sie liegt auf einer Höhe von 1250 m in der Cruzen Range zwischen dem LaBelle Valley und dem Berkey Valley sowie unmittelbar südlich des 750 m tiefer gelegenen Barwick Valley.
Das Advisory Committee on Antarctic Names benannte sie 2005 nach dem US-amerikanischen Physiker P. Buford Price von der University of California, Berkeley, der als leitender Beobachter des United States Antarctic Program 1989 Untersuchungen zur Kosmischen Strahlung auf der McMurdo-Station sowie 1991 astrophysikalische Neutrinountersuchungen auf der Amundsen-Scott-Südpolstation durchführte.